# Čavdari
Čavdari (cyr. Чавдари) – wieś w Bośni i Hercegowinie, w Republice Serbskiej, w gminie Rudo. W 2013 roku liczyła 11 mieszkańców.